# Комсомольская правда
«Комсомо́льская пра́вда» — советская и российская ежедневная общественно-политическая газета, а также интернет-издание, радиостанция (с 16 февраля 2009 года) и телеканал (с 29 августа 2011 года до 31 декабря 2014 года). Входят в издательский дом «Комсомольская правда».
Газета основана в 1925 году как официальный печатный орган ВЛКСМ. Первый номер вышел 24 мая 1925 года. Эта дата стала официальным Днём рождения газеты «Комсомольская правда».
С 5 июля 2022 года выходит дважды в неделю в России (во вторник и пятницу) и четырежды в Москве (в понедельник, вторник, среду и пятницу), еженедельник — в среду. Награждена первым орденом Ленина за «активное содействие в усилении темпов социалистического строительства и в связи с пятилетием со дня основания». Впоследствии была также награждена орденом Октябрьской революции, орденом Отечественной войны 1-й степени, дважды орденом Трудового Красного Знамени и Орденом Почета.
Сайт «Комсомольской правды» был создан в 1998 году[уточнить].
С 16 февраля 2009 года в московском эфире работает радиостанция «Комсомольская правда».
С 29 августа 2011 года по декабрь 2014 года существовал телеканал «Комсомольская Правда».

## История

### В СССР
Создана, в соответствии с решением XIII съезда РКП(б), как всесоюзная молодёжная газета и официальный печатный орган ЦК ВЛКСМ для освещения деятельности комсомола. Первый номер газеты вышел 24 мая 1925 года, тираж — 31 тыс. экземпляров. 14 августа 1925 года ЦК РКП(б) выпустило постановление «О работе комсомола в области печати», согласно которому была поставлена задача сделать из «Комсомольской правды» всесоюзную массовую газету ВЛКСМ. После публикации 20 января 1929 в газете «Правде» статьи В. И. Ленина «Как организовать соревнование?», «Комсомольская правда» выступила с призывом к рабочей молодёжи транспорта и промышленности с предложением начать проводить Всесоюзное социалистическое соревнование.
С июля 1932 по июль 1937 года Ответственным (главным) редактором газеты был В. М. Бубекин, арестованный и расстрелянный в 1937 году по обвинению в участии в антисоветской террористической группе. Реабилитирован 28 декабря 1955 г.
Изначально, до 1991 года, газета была печатным органом ЦК ВЛКСМ и ориентировалась на молодёжную советскую аудиторию.
«Большая советская энциклопедия» (БСЭ) определяла газету как организатора «советской молодёжи в борьбе за выполнение задач, поставленных Коммунистической партией», что она во время «первых пятилеток направляла усилия молодёжи на социалистическое строительство, была одним из инициаторов развития социалистического соревнования, поднимала вопросы общего, профессионального и технического образования молодёжи, воспитывала активных борцов за индустриализацию страны, коллективизацию сельского хозяйства, культурную революцию, за укрепление обороноспособности СССР». Отмечалось, что газета «освещает и обобщает опыт работы комсомольских организаций, учит молодёжь применять передовые методы труда — в промышленности и сельском хозяйстве, освещает жизнь студенчества, пионеров и школьников», а также «большое внимание уделяет вопросам советской литературы и искусства, эстетическому воспитанию юношества» и что большое место в деятельности издания «занимают проблемы военно-патриотического воспитания молодёжи, развития физкультуры и спорта». Отмечалось, что газета «пропагандирует миролюбивую внешнюю политику СССР, освещает международное демократическое движение молодёжи».
В газете присутствовало жанровое разнообразие и печаталось много научно-популярных и приключенческих статей. БСЭ отмечает: «Признание читателей завоевали материалы под рубриками „Страницы Ленинианы“, „Ленинские уроки“, „Слушайте, товарищи потомки“, „Люди с горящими сердцами“, „Письма, дневники, записки нашего современника“, „Отечество“, „В мире прекрасного“, „Проблемы. Полемика. Поиск“, специальные полосы „Клуб любознательных“, „Алый парус“, „Эврика“, „Клуб девяти муз“». Молодые советские писатели и поэты публиковали в «Комсомольской правде» свои произведения.
В течение четырёх лет штатным сотрудником газеты был Владимир Маяковский, который сочинял подписи к карикатурам, давал аншлаги к газетным полосам, а также публиковал свои стихотворения (в 1928 году в газете появилось 46 его стихотворений). В газете публиковались военные очерки Аркадия Гайдара, главы из романа Александра Фадеева «Молодая гвардия».
С первого дня Великой Отечественной войны газета публиковала фронтовые сводки, огромное количество писем с фронта и на фронт, было организовано 38 выездных редакций на самых важных участках фронта. БСЭ отмечала, что «в годы Великой Отечественной войны 1941—45 мобилизовала юношей и девушек на самоотверженную борьбу против немецко-фашистских захватчиков, трудовой героизм в тылу, воспитывала их в духе беззаветного служения Родине». В 1945 году за заслуги в годы войны «Комсомольская правда» была награждена орденом Отечественной войны I‑й степени. После войны газета создавала выездные редакции в разрушенном Сталинграде на Днепрогэсе и других местах.
При Н. С. Хрущёве газету возглавлял его зять А. И. Аджубей, благодаря которому появились разделы про путешествия, спортивные обзоры и короткие рассказы.
В 1960-х — 1970-х годах в ней работали такие талантливые журналисты, как Юрий Щекочихин, Ярослав Голованов и Василий Песков. Рубрика «Алый парус», где публиковались школьники, дала путёвку в профессию ряду будущих известных журналистов: Борису Минаеву, Андрею Максимову, Андрею Мальгину и другим. По словам Мальгина, «обстановка в „Алом парусе“ была замечательная. Свободолюбивая. Скажу, например, что за год, что я там тусовался, я услышал политических анекдотов, наверное, больше, чем за все годы перестройки».
В 1973 году тираж газеты составлял около 9 млн экземпляров.

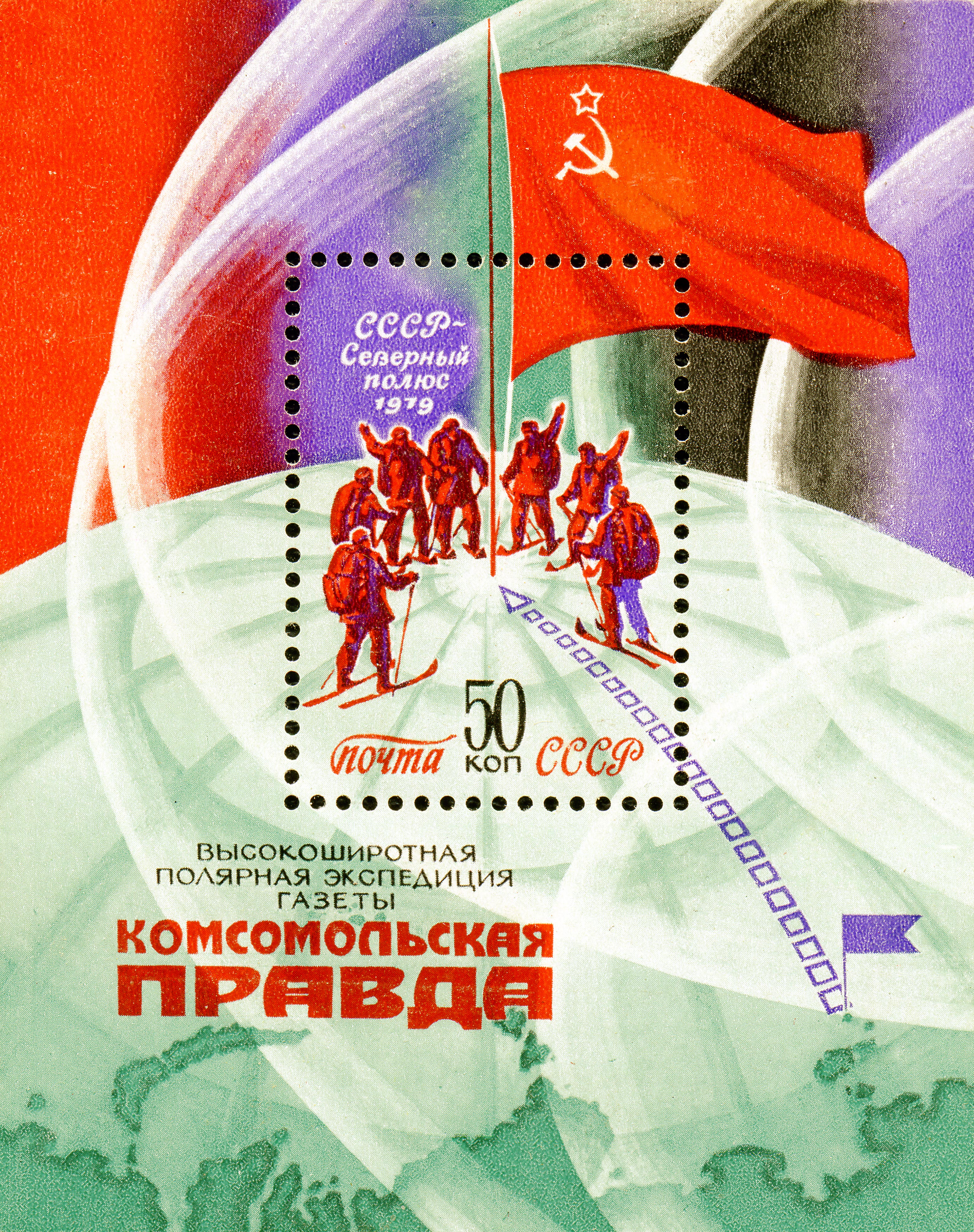
Высокоширотная полярная экспедиция газеты «Комсомольская правда». Почтовый блок СССР, 1979.

В 1979 году газетой была организована Высокоширотная полярная экспедиция газеты «Комсомольская правда».
С началом перестройки в газете начали появляться социально-критические статьи, которые ещё больше повысили популярность газеты. В 1990 году «Комсомольская правда» стала ежедневной газетой с самым большим в мире тиражом (22 миллиона 370 тысяч экземпляров).
«Комсомольская правда» первая в стране выпустила цветную газету: 23 февраля 1984 года вышел в свет первый номер приложения к газете — еженедельник «Собеседник». Он стал культовым изданием для тех, кому тогда было 20. Тираж газеты в рекордные сроки достиг 1 млн 350 тыс. экземпляров: об этом, в частности, рассказано в книге «Влад Листьев. Пристрастный реквием», где упомянуто и то, что на начало 1990 года сама «Комсомольская правда» с тиражом в 12,5 млн газета занимала по эти показателям второе место в мире, уступая лишь «Труду» и опережая японскую газету «Сахи».
C 1 декабря 1990 года «Комсомольская правда» перестала быть органом ЦК ВЛКСМ, превратившись, согласно выходным данным, во «Всесоюзную ежедневную газету».
В начале 1991 года редакция организовала и провела масштабный конкурс «Мисс пресса СССР», о чём телекомпанией ВИD был снят фильм «Мисс Пресса» для Первого канала.
19 августа 1991 года во время августовского путча газета была запрещена ГКЧП, и впервые за всю историю не вышли по графику номера 19 и 20 августа. Но уже 21 августа газета напечатала всю хронику событий путча как исторический документ.
После распада СССР в 1992 году газета была приватизирована и изменила свою концепцию на развлекательную, сохранив название.

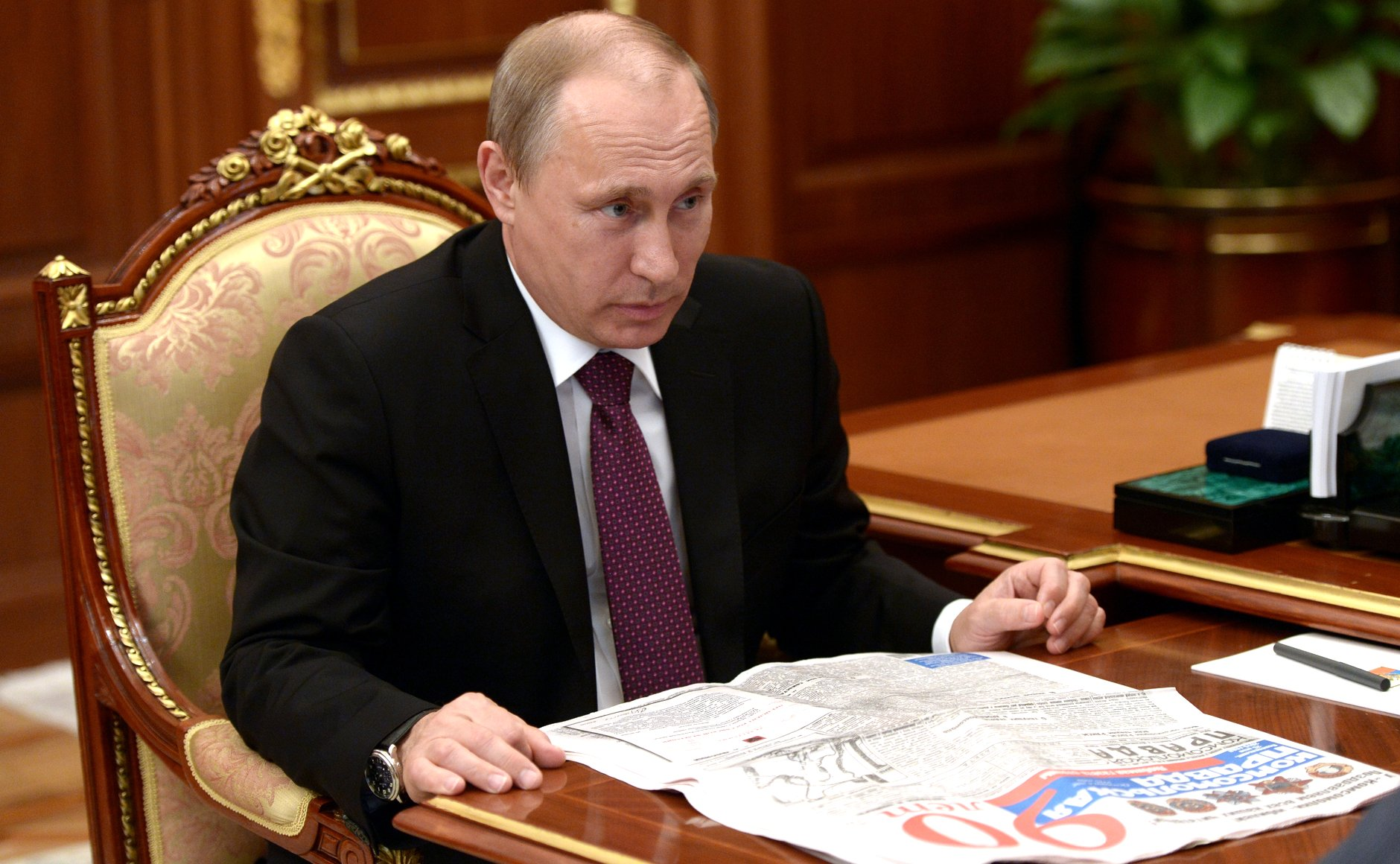
Владимир Путин с юбилейным выпуском газеты, 26 мая 2015 года

Имя было присвоено Заводу по переработке пластмасс в Петербурге.

### В постсоветской России
В 1990-е — 2000-е годы от общественно-политической тематики газета заметно сместила акцент внимания на светскую хронику, жизни знаменитостей и развлечение читателя, став одним из крупнейших «таблоидов». Политический обзор в газете остался, но стал занимать меньше места.
В 2000 году в честь газеты был назван новооткрытый вид жуков Boreaphilus komsomolkae в благодарность за финансовую поддержку, оказанную редакцией газеты иркутским аспирантам-энтомологам, открывшим этот вид.
Начиная с осени 1993 года начал выходить еженедельник «Комсомольская правда — Толстушка» с увеличенным объёмом, тираж которого значительно превышал тираж ежедневного номера и достиг 2,7—3 млн экземпляров. В настоящий[какой?] момент еженедельник выходит по средам.
C 2003 года от «Комсомольской правды» в обособленное издание отделился справочник «Кирилл и Мефодий», ставший впоследствии самостоятельным информационно-новостным интернет порталом «КМ».
В 2009 г. редакция подверглась нападению анархистов, обвинявших корреспондента газеты Дмитрия Стешина в сотрудничестве с ультраправыми, а других журналистов издания — «пропаганде нацизма».
18 июля 2012 года Владимир Путин обратился с личным посланием к жителям пострадавших районов Кубани через газету «Комсомольская правда»: «…Знаю, что в Крымске у многих не работает телевидение, новости приходят с опозданием, поэтому решил обратиться к вам напрямую, через газету „Комсомольская правда“…»
В 2012 году по данным отчёта Института исследования быстроразвивающихся рынков, созданного компанией Ernst & Young и Московской школой управления «Сколково», медиахолдинг «Комсомольская правда» вошёл в число самых динамично развивающихся частных компаний стран BRICs.
С апреля 2020 года из-за пандемии коронавируса ежедневные выпуски «КП» стали выходить только по три раза в неделю вместо шести — по понедельникам, средам и пятницам.
В феврале 2023 года редактор Владимир Романенко разместил на сайте «КП» критические по отношению к российским властям тексты о войне в Украине и преследовании Алексея Навального. Среди заголовков его текстов были «Российские активисты продолжают сопротивление путинскому режиму вопреки репрессиям», «Мир не наступает из-за Путина», «Пытки над Навальным». Публикации продержались на сайте менее десяти минут. По словам Романенко, он выступал против войны, но пошёл работать в КП ради заработка, после объявления мобилизации Романенко уехал из России, продолжая работать в газете удалённо. Свой поступок редактор посчитал «искуплением вины».
24 января 2025 года президент России Владимир Путин подписал указ о награждении всего коллектива ИД «Комсомольская правда» государственной наградой — орденом Почёта. Награда вручена «за заслуги в развитии средств массовой информации и многолетнюю плодотворную деятельность». Это первый российский орден «на груди» газеты.

### За рубежом
- В Молдавии: «Комсомольская правда в Молдове»
- В Беларуси: «КП в Беларуси[бел.]» — белорусская версия издания выходила с 1994 года[30]. После президентских выборов в 2020 года газете не давали печататься в Беларуси и удалили из государственной сети распространения по подписке и в розницу[31]. За полгода после августа 2020 года тираж издания упал со 150 до 39 тысяч экземпляров[31]. 
29 сентября 2021 года сайт «КП в Беларуси» — kp.by — был заблокирован из-за материала Геннадия Можейко о перестрелке в Минске, 1 октября журналист был арестован[32]. 5 октября 2021 «Комсомольская правда» закрыла свой белорусский филиал[33]. В настоящее время статьи и заметки с новостями из Беларуси публикуются на сайте российского издания, в специально созданном разделе belarus.kp.ru. В печатном издании также выделен отдельный блок «Новости Беларуси».

## Главные редакторы
- Александр Слепков (1925 год)

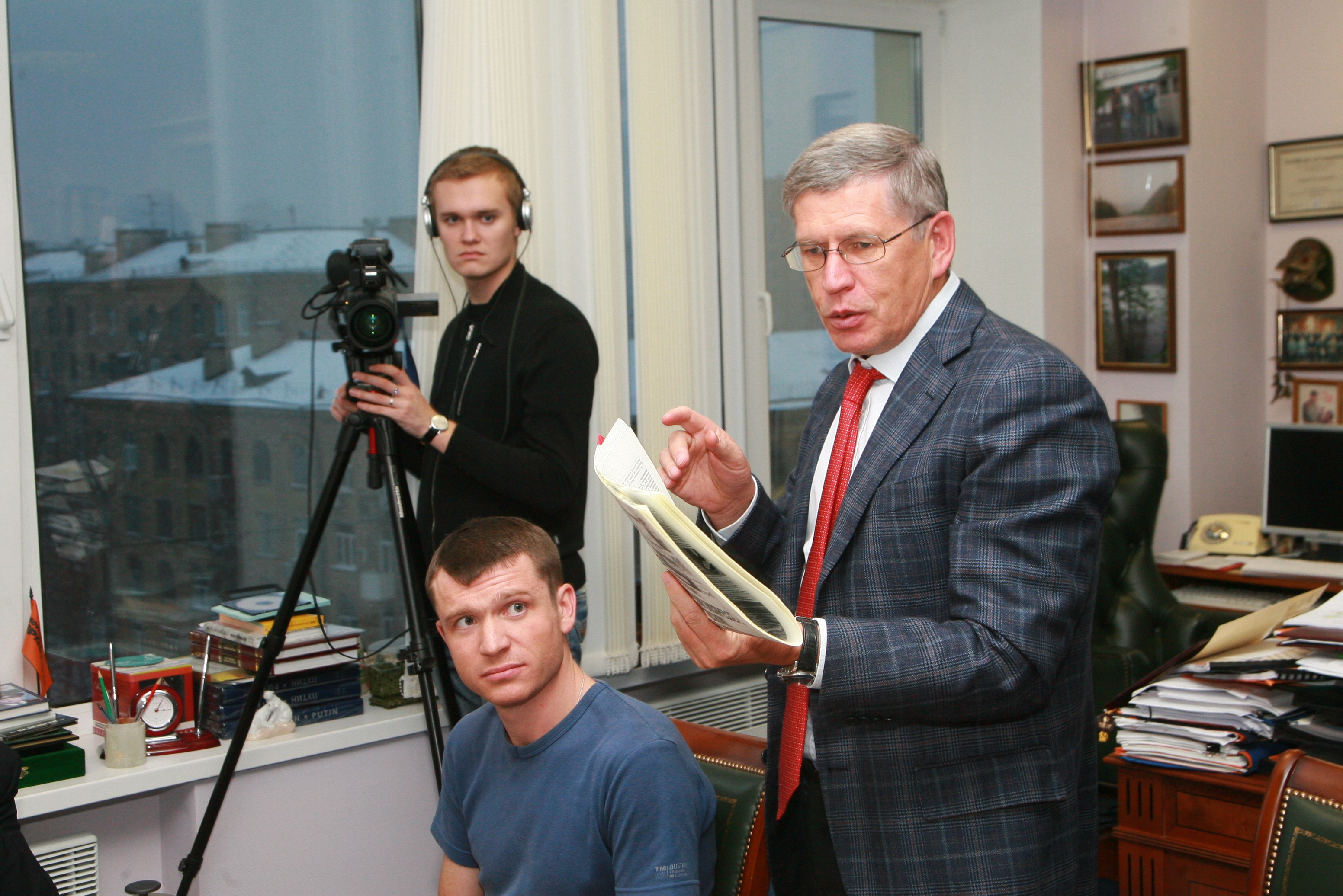
В редакции (справа: главный редактор В. Н. Сунгоркин), 2010 год

- Тарас Костров (с 1925 по 1928 год)
- Иван Бобрышев (1929 год)
- Андрей Троицкий (с 1929 по 1932 год)
- Владимир Бубекин (с 1932 по 1937 год)
- Мирон Перельштейн (1937 год)
- Николай Михайлов (с 1937 по 1941 год)
- Борис Бурков (с 1941 по 1948 год)
- Анатолий Блатин (с 1948 по 1950 год)
- Дмитрий Горюнов (с 1950 по 1957 год)
- Алексей Аджубей (с 1957 по 1959 год)
- Юрий Воронов (с 1959 по 1965 год)
- Борис Панкин (с 1965 по 1973 год)
- Лев Корнешов (с 1973 по 1978 год)
- Валерий Ганичев (с 1978 по 1980 год)
- Геннадий Селезнёв (с 1981 по 1988 год)
- Владислав Фронин (с 1988 по 1995 год)
- Валерий Симонов (с 1995 по 1997 год)
- Владимир Сунгоркин (с 1997 по 2022 год) †
- Олеся Носова (с 2022 года)

## Владелец
По данным СМИ крупнейшим бенефициаром ИД «Комсомольская правда» является сын основателя «Балтийской Медиагруппы» Сергей Руднов. Он косвенно контролирует минимум 45 % популярного издания.
У ООО «ЛДВ Пресс» 22 декабря 2016 года изменился состав учредителей — вместо кипрской Darbold Finance Ltd. 75,1 % общества теперь напрямую принадлежит Сергею Руднову. Оставшиеся 24,9 % остались за ООО «Медиа Партнёр», которым на паритетных началах владеют Виталий Кривенко и Сергей Орлов.
Сама же «ЛДВ Пресс» известна как компания, косвенно владеющая контрольным пакетом АО "Издательский дом «Комсомольская правда». Эту информацию в декабре 2016-го через пресс-службу «РВМ Капитала» подтвердил сам Сергей Орлов.
Он уточнял, что его эффективная доля в ИД оценивается в 7,5 %. Получается, что эффективная доля всей «ЛДВ Пресс» в «Комсомольской правде» может равняться 60,2 %, а Сергея Руднова через «ЛДВ Пресс» — 45,2 %.
Владельцы оставшихся 14,7 % АО ИД «Комсомольская правда» достоверно неизвестны. В прессе была лишь информация о том, что миноритариями издания являются его главный редактор и гендиректор ИД Владимир Сунгоркин, а также Аркадий Евстафьев, сейчас гендиректор инвестиционного холдинга «Энергетический союз».

## Тираж
Тираж издания на территории России и стран СНГ на 2008 год составил 35 млн экземпляров.
За рубежом газета выходит тиражом один миллион экземпляров, в 48 странах мира. В Европе не уступает по тиражам и соперничает с такими русскоязычными изданиями, как «АиФ», «Новое русское слово», «Известия».
По состоянию на 2022 года тираж ежедневной выпуска составлял 1.5 млн экземпляров, еженедельного — 1 млн.

## Награды

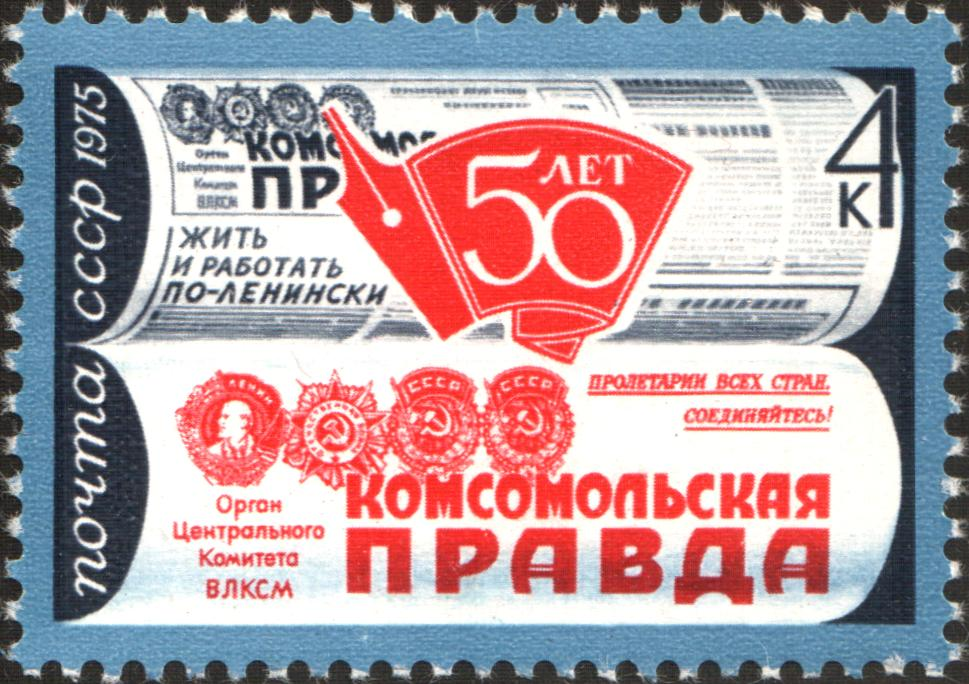
Страница «Комсомольской правды», контуры комсомольского значка. 50 лет газете «Комсомольская правда». Марка СССР, 1975.

### Ордена
- Орден Ленина (23 мая 1930 — орден Ленина под № 1) — за активное содействие в усилении темпов социалистического строительства и в связи с пятилетием со дня основания.
- Орден Октябрьской Революции (1975).
- Орден Отечественной войны I степени (1945).
- Орден Трудового Красного Знамени (1950).
- Орден Трудового Красного Знамени (6 декабря 1957) — в связи с выходом 10-тысячного номера газеты.
- Орден Почета (24 января 2025) — за заслуги в развитии средств массовой информации и многолетнюю плодотворную деятельность.

### Премии и рейтинги
- В январе 2015 года KP.RU возглавил рейтинг российских Интернет-СМИ с 25,4 млн уникальных пользователей в месяц (по данным TNS)
- В ноябре 2014 года радиостанция «Комсомольская правда» получила награду за 1-е место в конкурсе «СМИротворец-2014» в номинации федеральное радио. Лучшей признали программу «Национальный вопрос»[37].
- В мае 2014 года радиостанция «Комсомольская правда» получила Всероссийскую премию в области радиовещания Radio Station Awards-2014 (ЛУЧШАЯ НОВОСТНАЯ РАДИОСТАНЦИЯ СТРАНЫ)[38]
- В ноябре 2013 года KP.RU возглавил рейтинг российских Интернет-СМИ с 21,5 млн уникальных пользователей в месяц (по данным TNS)
- В 2013 и 2012 годах KP.RU дважды стал победителем в номинации «Золотой сайт»
- В 2010 и 2008 годах KP.RU дважды стал победителем «Премии Рунета» в категории «Государство и общество»[источник не указан 1751 день]

## Заметные публикации
- В 1982 году в «Комсомольской правде» был начат цикл публикаций Василия Пескова «Таёжный тупик», рассказывающий о жизни найденной в 1978 году в Хакасии семьи староверов Лыковых, добровольно ушедших от связи с внешним миром.
- В 1982 году газета опубликовала статью «Рагу из синей птицы», написанную по письму видных деятелей культуры. В статье критике была подвергнута популярная в то время рок-группа «Машина времени». Статья стала заметным событием в контексте борьбы с молодёжной музыкой и субкультурой, вызвав возмущение аудитории.
- Тьерри Мейсан 15 марта 2011 года опубликовал в газете исследование в жанре «журналистские расследования», в котором утверждал, что за организацией «Бильдербергский клуб» стоит НАТО[39].
- В 2017 году газета «Комсомольская правда» и другие СМИ, входящие в Издательский дом, анонсировали знаковый проект — возрождение традиций публикации романа с продолжением в периодическом печатном издании с поддержкой современных медиа: интернет-сайта, интернет-радио, блога, электронной книги, аудиокниги и бумажной книги. На старте проекта «Комсомольская правда» представила историко-приключенческий роман Дмитрия Миропольского «Тайна трёх государей»; ISBN 978-5-4470-0262-6 — масштабное расследование хитросплетений российской и мировой истории.

## Санкции
12 мая 2023 года, на фоне вторжения России на Украину, «Комсомольская правда» включена в санкционный список Украины так как «компания принадлежит олигархам/членам его семьи, совершает коммерческую деятельность в секторах экономики, обеспечивающих существенный источник дохода для бюджета России, правительство которого инициировало военные действия и геноцид гражданского населения в Украине»
22 сентября 2023 года «Комсомольская правда» включена в санкционный список Канады против организаций причастных к депортации украинских детей в Россию, а также за создание и распространение дезинформации и пропаганды.
В октябре 2023 года новостное агентство «Bloomberg» опубликовало сообщение о том, что, несмотря на антивоенную политику Google, её персонализированная лента рекомендаций Discover по-прежнему предлагала пользователям статьи российских пропагандистских изданий — в частности, «Комсомольской правды» и «Царьграда». В ноябре 2023 года сервис отключил эти два СМИ, из-за чего число переходов с сервиса Discover на сайты «Комсомольской правды» и «Царьграда» упало с 15 миллионов и 2,2 миллионов соответственно на неделе с 30 октября по 5 ноября 2023 года до 72 тысяч и 13,7 тысяч на неделе с 13 по 19 ноября 2023 года. Аудитория, потерянная «Царьградом» и «Комсомольской правдой», перешла к российским региональным изданиям: череповецкому изданию GorodChe.ru, новороссийской «Нашей газете», мурманскому «Хибины. Ру» и другим. Отключение повлекло падение «Комсомольской правды» в рейтинге LiveInternet с первого на пятое место в категории «Новости и СМИ», в то время как «Царьград» расположился на четвёртом месте за счёт увеличения числа переходов с «Дзена».

## Оценки

### Положительные
В. В. Тулупов в 2001 году отмечал, что несмотря на имевшие место сложности объективного и субъективного характера, «газета выдерживает конкурентную гонку и, пережив увлечение низкопробной „желтизной“ (хотя рецидивы этой „болезни“ наблюдаются), постепенно движется к статусу читабельной массовой молодёжной газеты». А также указывает на то, что «ироничный стиль, который особенно был характерен для „Комсомолки“ конца 80-х — начала 90-х (прежде всего, это проявлялось в заголовках), сохранился, но исчезли желчь, стёб, журналисты стали более ответственно подходить к слову».

### Критика

«Комсомольская правда»

Нынешнюю «Комсомольскую правду» часто критикуют за тенденциозную подачу материала и за публикацию «уток». Критики относят газету к жёлтой прессе, а иностранные издания называют «Комсомольскую правду» «пропагандистской бульварной газетой» в связи с тем, что на страницах издания никогда не встречается критика действующей власти.
Согласно Лениздат в декабре 2007 года студенты-организаторы акции «Блевотный пикет» в Санкт-Петербурге в своём письме заявили, что намерены подать в суд на журналиста «Комсомольской правды» Артёма Скрябикова, поскольку посчитали изложенные его в репортаже обвинения организаторов пикета в работе конкурентов «Севзапмолока», продуктом которого отравились эти студенты, клеветой и фантазией журналиста. По мнению организаторов акции, Скрябиков не мог видеть в соседнем кафе некоего «солидного мужчину», который инструктировал студентов, поскольку, по их словам, в кафе сидели только студенты и поэтому журналист мог слушать разговор только через стекло кафе. Поэтому организаторы акции задались вопросом: «Этот журналист успешно отснял сам пикет, почему тогда он не снял на фото или видео того самого „солидного мужчину“ и сам процесс „инструктажа“?»
В январе 2014 года «Лента.ру» отметила, что «газета перевела на русский язык шуточную новость про 37 человек, якобы погибших в Колорадо от передозировки марихуаны», которая была опубликована в блоге сатирических новостей The Daily Currant. В новости рассказывалось о том, что после принятия в штате Колорадо закона о легализации марихуаны уже в первый день 2014 года от передозировки этим наркотиком в штате погибли 37 человек, среди которых The Daily Currant был назван 29-летний Джесси Пинкмана — «бывший продавец метамфетамина из Альбукерке, который недавно переехал в Булдер [город в Колорадо], чтобы открыть там легальный магазин по продаже марихуаны». «Лента.ру» отмечает, что «Джесси Пинкман — один из главных персонажей сериала „Во все тяжкие“, который по сюжету действительно производит и продаёт метамфетамин» и указывает, что «в заметке цитируется хирург Джек Шепард — персонаж сериала „Остаться в живых“», который «говорит в материале, что в больницы Колорадо поступают люди с гипоспадией (врождённый порок развития наружных половых органов у мужчин) и триметиламинурией (синдромом рыбного запаха)». Однако вскоре заметка была удалена. «Лента.ру» обращает внимание на то, что и The Daily Currant и «Комсомольская правда» в своей новости сослались на колорадскую газету The Rocky Mountain News, которая действительно существовала до 2009 года.
«Meduza» отмечала, что в октябре 2016 года в разделе «Политика» был опубликован текст в колонке внештатного автора блогера Сергея Лелеки с подзаголовком «Наш колумнист — о шутках над техническим состоянием уникального авианосца», посвящённый походу российского авианосца «Адмирал Кузнецов» в Средиземное море. В нём, критикуя позицию Антона Носика и Сергея Пархоменко, был пассаж, что «если кто решил стать военным экспертом, то вылечить от этого смогут только в газовой камере». Вскоре текст колонки на сайте газеты и в фейсбуке Лелеки были отредактированы, а фрагмент — удалён, исправления были согласованы с автором.
Журналист и медиаобозреватель Игорь Яковенко назвал газету «одним из самых позорных явлений российской прессы», охарактеризовав редакцию как «инкубатор по выведению подонков». Критик обвинил издание в публикации заказных и клеветнических материалов, связав деградацию «Комсомолки» с деятельностью Владимира Сунгоркина.
16 сентября 2019 г. в «Комсомольской правде» появилась статья «Польша сделала всё, чтобы Сталин напал на неё через 17 дней после Гитлера».

#### Статья «Порнуха вороной масти»
В пятничном отдельном выпуске газеты «Комсомольская правда» от 1994 года вышла статья «Порнуха вороной масти», посвящённая попытке режиссёров-любителей снять в августе того же года в Битцевском парке сцену из немецкого порнофильма «Екатерина», в которой Императрица совокупляется с жеребцом. В оригинальном фильме сцена полностью показана не была, поэтому режиссёры-любители решили снять то, что не было показано в оригинале. Статья имела большой общественный резонанс, и считается первой чисто бульварной статьёй в современной российской прессе, своеобразной вехой в становлении свободной прессы.
Статья вышла в отдельном, пятничном выпуске газеты в новом формате (так называемая «толстушка», из-за уменьшения формата, но увеличения числа страниц), который был выпущен, так как газета лишилась госдотаций в 1992 году и стала фактически нежизнеспособной. По воспоминаниям Владимира Мамонтова, который руководил подготовкой к публикации этой статьи, её выпуск стал переломной вехой и в самом издательстве, где на тот момент боролись две группы редакторов: консерваторы, которые хотели сохранить направленность газеты, заняв денег у корпорации «Газпром», и новые редакторы, которые таким образом отстаивали гласность и свободу слова. По воспоминаниям Владимира Мамонтова новаторы в редакции газеты победили, и статья была опубликована. Однако вскоре оказалось, что подобного рода публикации избыточны, и «Комсомольская правда» больше к таким темам и подобным публикациям не возвращалась. По оценке Мамонтова, эта публикация являлась «детской болезнью становления свободной прессы в отдельно взятой газете». Однако Ирина Добашина в статье «Феномен бульварной прессы», написанной по материалам личных бесед с бывшей колумнисткой «Большого города» Алёной Лыбченко и опубликованной в газете «Новый взгляд» в публикации «Феномен бульварной прессы» от 10 декабря 2009 года, считает, что эта статья и определила дальнейшую политику издания, обеспечивая высокие рейтинги «Комсомольской правды».
Оскорбление чувств верующих
7 октября 2002 года газета опубликовала статью «Московский монастырь оказался борделем». Пресс-служба московской общины францисканцев выступила с заявлением, в котором подвергла газету критике, заявив, что та, используя метод дутой сенсации, напечатала клевету на католиков-францисканцев. 23 декабря 2002 года Большое жюри Союза журналистов России на своём заседании рассмотрело обращение настоятеля католического ордена францисканцев в России Г. Цероха. В своём решении в лице председательствующего, сопредседателя Большого Жюри М. А. Федотова жюри подняло вопрос журналистской этики издания:
Заголовок статьи, её содержание, тональность, а также сопровождающий её коллаж не соответствуют реальному положению дел и создают у читателей превратное представление о данной религиозной организации и характере её деятельности. Хотя автору было известно, что в данной квартире не находится никакой религиозной общины, однако в статье неоднократно акцентируется внимание на том, что «любитель эротической экзотики может посетить монастырь и весело провести время в компании молоденьких „монашек“». В явном противоречии с реальностью автор пишет: «А это действительно что-то новенькое на рынке столичных сексуальных услуг». Построенная в таком духе статья представляет собой довольно типичный пример циничного конструирования псевдо-сенсационной публикации на основе произвольного истолкования тривиального квартирного спора. В результате получилась статья, откровенно оскорбляющая чувства верующих, что не делает чести такой массовой газете как «Комсомольская правда».

#### Политический коллаж
Заместитель главного редактора «Комсомольской правды» Леонид Захаров в № 125 от 26 августа 2008 года на 5-й странице с обличительными комментариями опубликовал фотографию Пола Маккартни, которому президент Украины Виктор Ющенко якобы подарил рубаху с надписью «Спасибо тебе, Боже, что я не москаль!» Впоследствии украинский ЖЖ-блогер Игорь Бидан из Кременчуга выяснил, что подаренная рубаха была белой, а надпись добавлена в фотографию средствами редактора изображений. Позже Захаров признал ошибку, удалил статью и опубликовал опровержение. По мнению главного редактора газеты «Новый Днестровский курьер» Сергея Ильченко, «Сайт „Комсомольской правды“ вообще перенасыщен грубыми провокациями такого рода — он откровенно работает на конфронтацию между Украиной и Россией».

#### Заказные публикации
В 2001 году журналисты газеты «Ведомости» Елена Евстигнеева, Сергей Рыбак со ссылкой на данные PR-агентства Promaco PR/CMA причислили «Комсомольскую правду» к числу 12 изданий, где за публикацию заказных статей (именуемых на журналистском жаргоне «джинсой») принимают денежное вознаграждение.

#### «Акт Магнитского»
14 декабря 2012 года в 16:00 по московскому времени главному редактору газеты «Комсомольская правда» Владимиру Сунгоркину пришло факсимильное сообщение из посольства США в РФ, согласно которому действие его визы аннулируется из-за подписания президентом Бараком Обамой закона Магнитского. Скан уведомления разместила у себя блоге в Твиттере главный редактор телеканала Russia Today Маргаритой Симоньян, а затем он был опубликован на сайте газеты.
Подлинность этого документа была сразу же поставлена под сомнение главным редактором радиостанции «Эхо Москвы» Алексеем Венедиктовым в своём блоге в Твиттере, так как указанный в письме вице-консул Алета Ковенски работает консулом США в Туркмении, а бланк, на котором написано уведомление, отличается от тех, которые обычно использует посольство США в РФ в своей переписке. Помимо этого, закон был подписан Бараком Обамой только в 21:00 по московскому времени, и за пять часов до этого не имел никакой значимости. Параллельно номер визы Сунгоркина, указанный в письме, отличался от подлинного.
Журналисты «Эха Москвы» связались с сотрудниками американского посольства, и те сообщили о том, что никаких писем Сунгоркину не отправляли. После этого заметка о визе Сунгоркина на сайте КП была удалена, ибо он оказался жертвой розыгрыша.

#### Статья Ульяны Скойбеды
13 мая 2013 года на сайте «КП» была опубликована статья Ульяны Скойбеды «Политик Леонид Гозман заявил: „Красивая форма — единственное отличие СМЕРШ от СС“». В ней колумнист прокомментировала пост Гозмана на сайте «Эха Москвы», в котором политик раскритиковал выход на телеэкраны сериала про контрразведывательные организации СМЕРШ. Скойбеда упомянула, что либералы начали активно обсуждать эту тему в интернете, называя НКВД «преступной террористической организацией» и ставя Сталина наравне с Гитлером.
Ульяна Скойбеда заявила, что либералы намеренно «переоценивают и оплёвывают всё, что связано с войной» и «ведут нас от Победы — к лузерству». Заканчивается статья журналистки словами: «А, знаете, ведь деятельность либералов, в таком случае — подрывная. Диверсионная. Что там спецслужбы-то наши? Не хотят вспомнить опыт СМЕРША?».
Днём 15 мая фраза в подзаголовке «Порою жалеешь, что из предков сегодняшних либералов нацисты не наделали абажуров. Меньше бы было проблем» была заменена на «Либералы пересматривают историю, чтобы выбить у нашей страны почву из-под ног». Скриншот оригинального варианта сохранился в социальных сетях. Кроме того, фраза про «абажуры» выдаётся и в поиске на сайте «Комсомольской правды».
Колонка вызвала скандал в интернет-сообществе. Писатель Борис Акунин отметил, что «вообще-то, по современным европейским нормам, это уголовная статья и запрет издания». Ранее статьи Скойбеды о писательнице Дине Рубиной и рестораторе Алексее Кабанове, убившем свою жену, также вызывали возмущение общественности.
16 мая Роскомнадзор вынес предупреждение газете «Комсомольская правда» за материал «Политик Леонид Гозман заявил: „Красивая форма — единственное отличие СМЕРШ от СС“», ибо там допущены высказывания, нарушающие требования Федерального закона «О средствах массовой информации» и Федерального закона «О противодействии экстремистской деятельности». Вечером 18 мая на сайте КП Ульяна Скойбеда принесла извинения за свою статью, где признала, что «в полемическом запале допустила некорректное высказывание».
Освещение украинских событий с 2014 года
По мнению Лениздат «Комсомольская правда» «в освещении российско-украинского конфликта придерживается пророссийской позиции, чему ярко свидетельствуют многочисленные материалы», а также пишет, что «заголовки других материалов говорят сами за себя»: «Киев начал карательную операцию против восставшего Славянска», «Карательную операцию Киева в Донбассе координируют США», «Украиной рулят девять уголовников и клиент психбольницы», «Люстрация — майдана иллюстрация»". 28 марта 2014 года на фоне аннексии Крыма Российской Федерацией и российско-украинской войны главный редактор газеты Владимир Сунгоркин в эфире программы «Особое мнение» на радиостанции «Эхо Москвы» заявил о том, что не готов предоставить в своём издании трибуну противникам Виктора Януковича и политики РФ, так как «мы защищаем национальные интересы».
Старший редактор slon.ru Михаил Зеленский отмечал, что 22 апреля президент РФ Владимир Путин подписал указ о награждении более 300 сотрудников российских СМИ «за объективность при освещении событий в Крыму», который, однако, не был выложен в публичный доступ. Около ста наград получили сотрудники ВГТРК, более 60 — журналисты «Первого канала», по несколько десятков — представители НТВ, RT и Life News. Главный редактор «Комсомольской правды» Владимир Сунгоркин получил орден «За заслуги перед Отечеством» IV степени. В эфире радиостанции «Эхо Москвы» он подтвердил факт получения награды, из его газеты награды также получили Дарья Асламова, Александр Коц и Дмитрий Стешин.

## Сайт
По данным Amazon Alexa на июль 2021, сайт kp.ru является 30-м по популярности интернет-ресурсом в России. По данным LiveInternet за 2024 года сайт «Комсомольской правды» является самым посещаемым в категории «Новости и СМИ».
На базе основного сайта работают разделы «Отдых в России», «Путеводитель», «КП-Спорт» и «КП-Сериалы».